# 기 (상징)

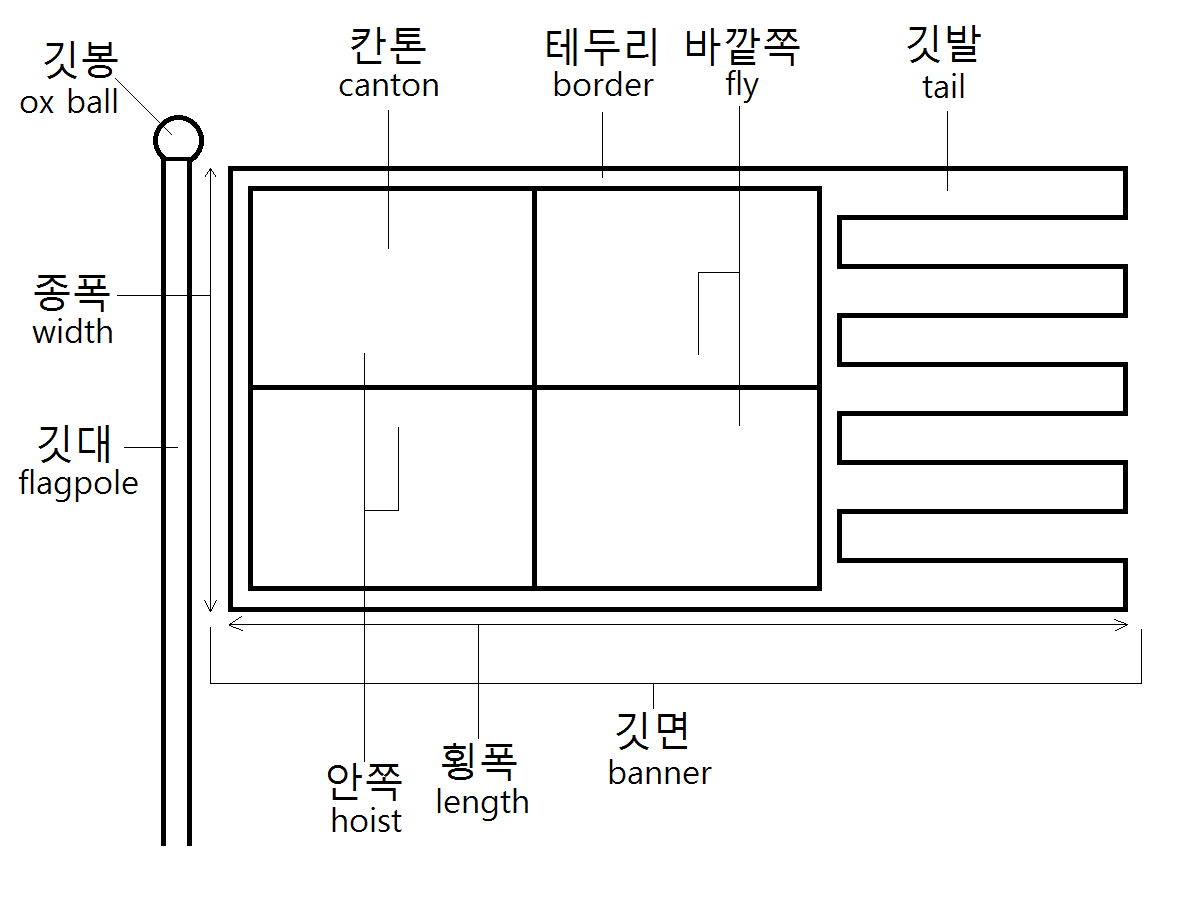
기의 부위

기(旗, flag) 또는 깃발(문화어: 기발), 여괴(旟旝)는 직물 조각에 특유의 도안을 인쇄한 것 또는 그 도안으로, 상징물, 신호, 장식, 광고 등의 목적으로 사용된다. 기에 관한 연구를 기학이라고 한다. 기를 구분할 수 있는 기준은 사용 목적, 도안, 게양 방식 등이 있다.
기는 오랫동안 군사 목적으로도 사용되었으며, 때문에 기를 의미하는 표현이 군사 편제에 남아있는 경우가 많다. 아랍어에서 "기"를 의미하는 لواء는 여단과 같은 의미이고, 에스파냐어 "반데라"(bandera)는 대대와 같은 의미이다. 유목민족의 경우 몽골에서 "정기"를 정치 및 군사 단위로 사용했고, 만주족은 기를 의미하는 8개의 "구사"(ᡤᡡᠰᠠ)를 군사 및 행정, 부족 단위로 사용했다(팔기군).

## 기의 부위

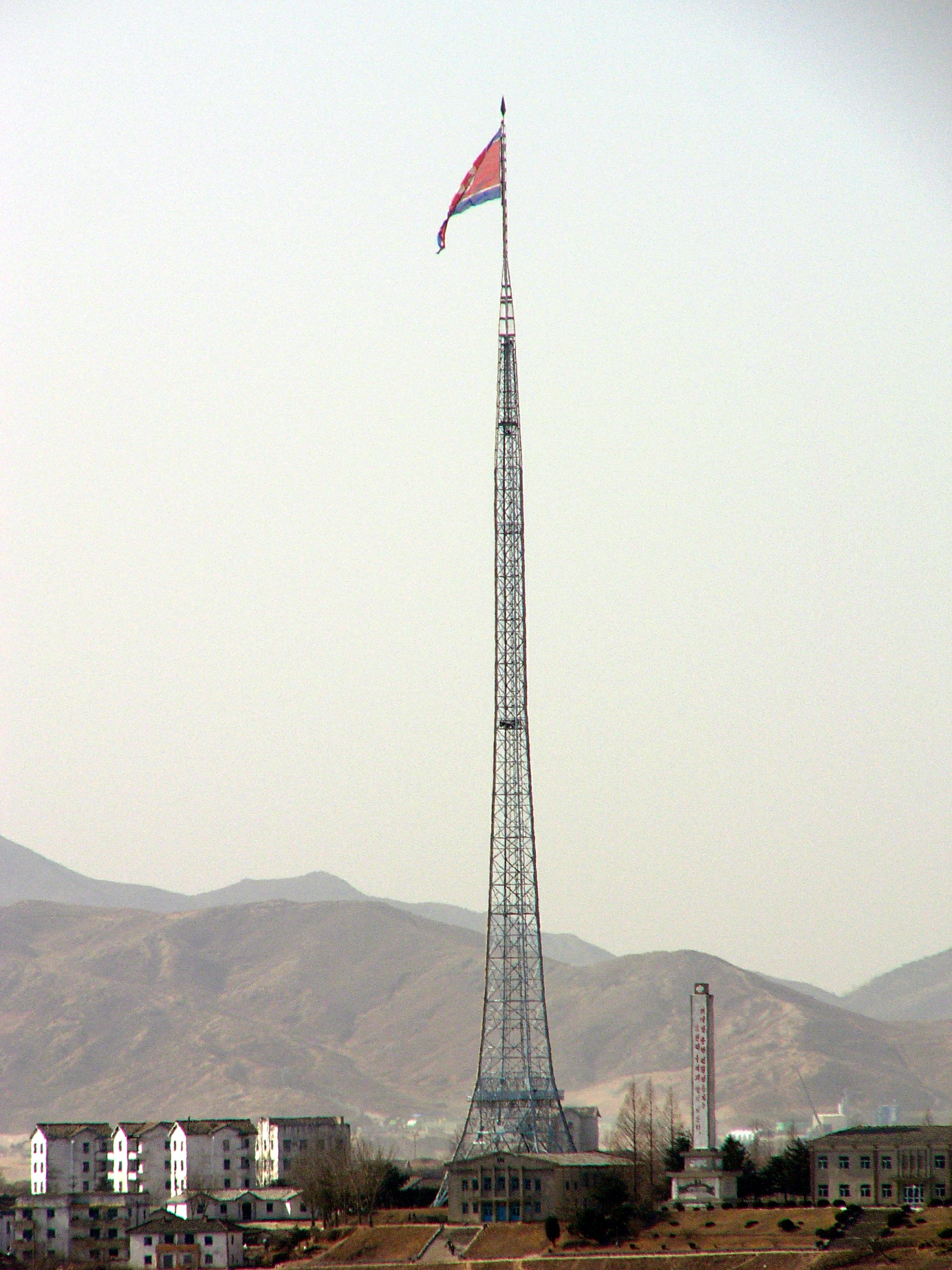
조선민주주의인민공화국의 기정동에 있는 깃대

깃면
깃대
깃대는 나무나 금속으로 이루어진 단순한 지지대를 말한다. 깃발을 쉽게 게양할 수 있게 도와 준다. 매우 높은 깃대는 단순한 깃대보다 더 섬세한 지지적 구조를 요구한다. 세계에서 5번째로 높은 깃대는 160 미터 (525 피트) 높이이며, 조선민주주의인민공화국의 기정동에 위치해 있다.
깃봉

## 기의 종류
- 국기
  - 민간기
  - 군기
    - 해군기
      - 선수기, 군함기
- 종교기
- 언어학적 깃발
- 스포츠기
  - 수영 깃발
- 철도 깃발
- 정치 깃발

## 같이 보기
- 국기 목록
- 깃발 목록
- 위장술책 작전
- 기의 날
- 기학
- Flags of the World
- 바람자루